# Online-Musikdienst
Ein Online-Musikdienst (auch Musikportal genannt) ist ein Onlinedienst, über den man Musikstücke als Ganzes herunterladen oder per Musikstreaming anhören kann.
Viele Dienste sind kommerzielle Angebote der Musikindustrie in Form eines Online-Musikshops, beispielsweise iTunes und Beatport. Der Preis zum Herunterladen eines Musikstücks liegt meist zwischen einem und eineinhalb Euro; ein Album (sogenannte Bundle mit Booklet) kostet zehn bis zwölf Euro und ist damit oft deutlich günstiger als eine Audio-CD.
Darüber hinaus gibt es zahlreiche Audio-on-Demand Musikdienste, über die es Privatpersonen bzw. Musikkünstlern möglich ist, kostenlos (oder über ein Abo) Songs mit anderen Nutzern oder ihrer Hörergemeinschaft teilen können. Bekannte Plattformen sind beispielsweise SoundCloud, Jamendo, Mixcloud, Bandcamp oder herthis.at. Zudem gibt es Musikstreaming-Dienste wie Spotify, Apple Music oder Deezer, auf denen Musikkünstler zwar ebenfalls eigene Musik hochladen können, hier jedoch zumeist größere Produktionsfirmen bzw. das Streaming-Netzwerk selbst für die Produktion und Distribution der Audioformate verantwortlich sind. Ein bekanntes Beispiel ist der deutsche Podcast „Fest & Flauschig“, der 2016 der weltweit erste Spotify-exklusive Podcast war.

## Entwicklung
Durch die Entstehung der Download-Plattformen verschwimmt die sichtbare Grenze zwischen Major-Labels (Sony BMG, Universal Music, EMI und Warner Music) und den vielen kleinen Independent-Labels. Beide Parteien waren früher sehr streitbar gegeneinander, und es galt als verpönt, mit dem jeweils anderen zusammenzuarbeiten. Als Ursache für das Verschwimmen der Grenze gilt unter anderem, dass die verschiedene Verfügbarkeit von Budgets beider Seiten im Internet nicht zwangsläufig zu einer unterschiedlichen Wahrnehmung durch die Kunden führt. Auch sind die verwendeten Shopsysteme ähnlich aufgebaut und strukturiert. Gar ist es so, dass die Majors mehr und mehr versuchen, sich als Independentlabel darzustellen und stärker die Nischenmärkte abzudecken versuchen.
Der sehr späte Start der Vollsortimenter-Plattformen gilt in der Internet-Branche als Versagen der Unternehmen, da diese die Notwendigkeit für solche Angebote zu spät erkannten bzw. die Etablierung der DRM-Verfahren als Voraussetzung für den Eintritt in diesen Markt forderten. Etwa um 2005, als dann entsprechende Verfahren zur Verfügung standen, ist diese Entwicklung ins Gegenteil umgekippt und führte zu hunderten entsprechender „web sites“. Die Angebote basieren jedoch meist auf derselben technischen Grundlage und beziehen ihre Inhalte von sogenannten Aggregatoren, derer es weltweit nur relativ wenige gibt. Zu nennen sind in Deutschland finetunes, Feiyr, Paradise, MTunes und Zebralution, und im internationalen Markt OD2 (z. B. MSN Music, MTV Track-Tanke oder Tiscali Musicdownloads).
Erste Musikportale waren mp3.de, MP3.com, BeSonic und virtual-volume. Als besonders aktives Musikportal trat mp3.de auf, das aus seiner Tradition heraus auch eine Promotionplattform ist. Einen starken Impuls für das Onlinegeschäft lieferte der iPod zusammen mit dem iTunes Store von Apple, der erstmals die Aufmerksamkeit eines breiten Konsumentenspektrums weckte. Bekannte Marken wie Musicload haben den Markt weiter aufgebaut.
2005 verzeichnete die IFPI einen Umsatz von 1,1 Milliarden Dollar bei den heruntergeladenen Dateien und einen Anteil von 6 Prozent vom Gesamtumsatz. 2006 stiegen die Verkaufszahlen weiter auf 2 Milliarden Dollar und etwa 10 Prozent Anteil vom Gesamtumsatz.

### Abwendung von DRM (2007/2008)
Zunehmend wenden sich die großen Plattenlabels von den DRM-Systemen ab. Universal testet mit classicandjazz.co.uk die Folgen ungeschützter Inhalte zum kostenpflichtigen Herunterladen. Der Vorstand von Warner Music, konsequenter Verfechter des Kopierschutzes, räumt inzwischen ein, Fehler gemacht zu haben. EMI hat im Sommer 2007 seinen Katalog auch ohne DRM-Beschränkungen bereitgestellt.
Plattformen mit großem Angebot an DRM geschützten und DRM-freien Inhalten zeigten, dass der Absatz bei ungeschützten Inhalten dem Vierfachen der geschützten entsprach. eMusic demonstriert, dass ein großes Interesse an schnell und leicht zugänglichen Titeln vorhanden ist und kann sich, obwohl das Repertoire ausschließlich kleine Independent-Labels umfasst, über guten Umsatz freuen. Konsumenten, die sich für von diesen Anbietern vertriebene Musik interessieren, wird eine hohe Bereitschaft zugeschrieben, für den Erwerb von Liedern zu bezahlen und nicht durch Filesharing diese Kosten zu umgehen.
Ende 2007 hat auch Warner DRM den Rücken gekehrt und bietet zunächst über den MP3-Dienst von Amazon (nur USA) alle Titel ohne Kopierschutz an. 2008 konnte sich als erster europäischer Anbieter 7digital mit Warner über den Vertrieb ihrer Lieder ohne Kopierschutz einigen. Sony BMG ging im Frühjahr 2008 dazu über, zumindest einen Teil seines Katalogs ohne Schutzmaßnahmen unter anderem bei Amazon zu verkaufen.
Parallel zu dieser Entwicklung treten verschiedene Anbieter für sogenannte Musik-Abos auf, z. B. Napster oder Last.fm. Dabei wurde Kritik laut, die Musikindustrie versuche DRM nun durch die Hintertür einzuführen. Aufmerksamkeit erregten auch Hörbuch-Portale, denn dieser Nischenmarkt erlebt durch das Online-Konzept (The Long Tail) starken Aufwind. Die ersten Video-Portale nehmen Gestalt an.
Im Jahr 2007 weist die IFPI ein Wachstum von 40 Prozent für den Download-Markt auf, und der Umsatzanteil lag mit 2,9 Milliarden Dollar bei 15 Prozent. Es gibt weltweit mehr als 500 Online-Shops. Der steigende Onlineverkauf kann den anhaltenden Rückgang bei den CD-Verkäufen noch nicht kompensieren, lässt allerdings eine Trendwende erkennen. Für DRM-geschützte Inhalte fehlt es beim Konsumenten weiterhin an Akzeptanz, so zeigte eine Umfrage durch Spiegel Online, dass unter diesen Bedingungen nur 7 Prozent der Befragten einen Titel für 99 Cent erwürben. Fallen die Sperren weg, zeigten 82 Prozent Kaufbereitschaft.
Im April 2008 überholt der Marktanteil von Apples iTunes Store in den USA die Walmart-Kette und steigt damit zum größten dortigen Musikhändler auf. Derweilen weigert sich die Mehrheit der großen Labels, auch Apple den Verkauf von Musik ohne Kopierschutz zu lizenzieren. Es kursiert die Vermutung, dies geschehe, um Apples Vormachtstellung im Download-Markt zu brechen.
Mit dem hauseigenen MP3-Shop musicbox.de erreicht Mitte 2008 Sony als dritter der großen vier Musikverwerter mit seinem DRM-Verzicht Europa. Besonderes Merkmal bei diesem Angebot sind kostenlos abspielbare Musik-Videos in qualitativ hochwertiger Komprimierung. Gleichzeitig macht Universal auch in Deutschland einen deutlichen Schritt Richtung Abschaffung von DRM und bietet 215.000 Titel aus seinem Repertoire über den Download-Shop der Elektronikhandelskette Saturn an.
Bei Jugendlichen findet der Musikkonsum via CD-Player kaum noch statt, es überwiegen MP3-Player, Computer und Handy, wodurch der Trend weg vom physischen Tonträger deutlich hervortritt.
Nach langen Verhandlungen gibt Apple am 6. Januar 2009 bekannt, dass die großen Musik-Labels nun deren Titel DRM-frei zum Kauf bereitstellen. Im Gegenzug überlässt Apple den Labels mehr Freiheit in der Preisgestaltung. Ende April 2009 wurde das gesamte Angebot von etwa 10 Mio. Liedern auf Formate ohne Kopierschutz umgestellt.

### Weitere Entwicklung
Mit der weltweiten Wirtschaftskrise im Hintergrund ging 2008 der Gesamt-Umsatz im Musikhandel weiterhin leicht zurück und so blieb der Musik-Download mit einem Zuwachs von 25 Prozent unter den Erwartungen. Dessen Marktanteil liegt damit bei 20 Prozent. Analysten von Forrester Research sagen voraus, das digitale Vertriebswege den physischen Handel ab 2013 übertreffen. Im Jahr 2009 stieg weltweit der Umsatz im Download-Musikhandel nur um 12 Prozent, der Anteil am Gesamtumsatz stieg auf 27 Prozent. 2010 wuchs der Umsatz um 6 % auf nun 4,6 Mrd. US-Dollar; Musik-Downloads machen nun 29 % des Gesamtumsatzes aus. Illegale Downloads stellen für die Musikindustrie weiterhin ein großes Problem dar.
In Deutschland machten 2012 Musikdownloads 85 % der Singlecharts aus, bei den Musikalben beträgt der Anteil 21 %. In den europäischen Nachbarländern dagegen beträgt der Anteil der Musikdownloads in den Singlecharts oft annähernd 100 %.

## Gegenüberstellung mit Audio-CD
Ob der Download den CD-Markt vollständig ablösen wird, ist fraglich. Denn gegenwärtig wird von vielen Seiten geäußert, dass durch den abstrakten Vorgang des Erwerbs einer Datei das Gefühl verloren geht, etwas gekauft zu haben, im Gegensatz zur greifbaren CD. Erheblicher Verbesserungsbedarf beim Online-Erwerb besteht in der oft mangelhaften Beigabe von Booklet-Texten und Cover-Abbildungen, welche moderne MP3-Player mit grafischer Anzeige und Abspielprogramme im PC nützen könnten. Verbesserung von technischer Seite soll hier ein neues Album-Dateiformat, das derartige Inhalte beherbergt, schaffen und das erstgenannte Defizit damit besser beheben.
Die zunehmende Verlagerung ins Internet als Verkaufsort wird im Bereich der Independent-Musik auch kritisch gesehen, da die lokale Szene geschwächt wird, weil eine Möglichkeit zum realen Kontakt verloren geht. Des Weiteren wird argumentiert, dass nur noch einzelne Hits statt des Gesamtwerkes als Album gekauft werden.
Beim Besuch eines Downloadshops fällt unmittelbar auf, dass Vorhörmöglichkeiten im Gegensatz zum Versandhandel bei allen Titeln gegeben sind, da die Stücke bereits digitalisiert vorliegen. Da keine physische Ware mit entsprechenden Lager- und Herstellungskosten existiert, sinken die Kosten, um ein musikalisches Werk auf Vorrat zu halten. So werden beispielsweise größere Repertoires an älterer oder seltener gefragter (Independent) Musik erst finanzierbar. Hierdurch steigen Käuferinteresse und Kaufbereitschaft entsprechend dem Long-Tail-Prinzip, weil genau die vom Käufer gewünschte Musik verfügbar ist. Aufgrund fehlender Versandkosten steigt die Bereitschaft, schon bei Bedarf nur weniger Titel einzukaufen. Weiterhin ist die Musik nach kurzem Download sofort verfügbar.
Vermutlich wird die Audio-CD noch für lange Zeit eine bedeutende Position als Musik-Medium einnehmen, auch wenn sie von ihrer bisher alleinigen Führungsrolle abgelöst wurde.

## Angebotsformen
Die neue Technik ermöglicht neue Angebote. Im Folgenden sind die wichtigsten aufgelistet.
À la carte
„À la carte“, auch Download-to-Own genannt, entspricht dem konventionellen Geschäftsmodell, bei dem für das Gut direkt bezahlt wird. Die Nutzung der Inhalte erfolgt ohne Beschränkung (bzw. gemäß den Einschränkungen der DRM-Lizenz)
Abonnement
Beim Abo zahlt der Konsument einen monatlichen Betrag und kann danach eine festgelegte Anzahl von Titeln pro Monat herunterladen. Die Nutzung der Inhalte erfolgt ohne Beschränkung (bzw. gemäß den Einschränkungen der DRM-Lizenz)
Flatrate
Die Musik-Flatrate ermöglicht den Zugang zu einer umfangreichen Musikdatenbank, aus der der Kunde unbegrenzt herunterladen kann. Gezahlt wird immer ein Festpreis, der monatlich fällig wird. In vielen Fällen sind die Musikstücke allerdings durch den Einsatz von DRM-Techniken geschützt. In dem Fall können die Lieder nach Ablauf des Vertrags nicht mehr abgespielt werden, da die Lizenz verfallen ist. Auch brennen als Audio-CD ist gewöhnlich nicht erlaubt. Einige Anbieter umgehen inzwischen die Pflicht, Lizenzen zu erwerben, indem sie die Musiktitel aus Live-Streams von Webradios mitschneiden. Anders als bei kostenlosen Radiorippern sind hier sowohl die Audioqualität, als auch die Länge der Musikdateien auf CD-Niveau. Derzeit ermöglicht es dem User einzig diese Technik im Rahmen einer legalen Musikflatrate MP3-Dateien ohne DRM-Schutz zu erhalten.
Musikstreaming
Das Streaming-Modell kombiniert eine Flatrate mit der Funktionalität des Internetradios. Der Nutzer erhält gegen Bezahlung einen werbefreien und meist unmoderierten Radiostream über das Internet, der sich etwa aus den eingegebenen Favoriten ergibt oder aus selbst zusammengestellten Playlisten besteht. Die Angebots-Kombinationsmöglichkeiten sind vielfältig.
Kostenlos
Kostenlose Angebote entstehen aus vielerlei Gründen, beispielsweise um Werbung für den Künstler oder sein Album zu machen, um eine enge Bindung mit der Fan-Gemeinde herzustellen, weil ein kommerzieller Vertrieb für stark spezialisierte Sparten-Musik nicht rentabel wäre, als Austauschplattform für Hobbymusiker oder auf Grund ideeller Vorstellungen (Open-Source-Bewegung). Eine neuartige Erscheinung bilden dabei Netlabels, die sich häufig auf kostenlose Angebote oder „Freie Musik“ spezialisiert haben.
Weitere vielfältige Verkaufsformen sind möglich. Einige bauen auf den neuen Möglichkeiten mit der DRM-Technik auf, und andere nutzen die geringen Vertriebskosten eines Download-Angebots. So bot die Band Radiohead ihr Album In Rainbows zum frei wählbaren Preis als Download an, wohingegen andere den kostenlosen, durch Werbung finanzierten Vertrieb ausloten. Des Weiteren eignen sich Download-Dienste sehr gut für Kupon-Aktionen, da der Kunde sein Produkt aus einer breiten Palette wählen kann.
Derzeit bietet der Online-Musik-Markt wenig Transparenz. Jeder Song und jedes Album ist bei verschiedenen kostenpflichtigen Anbietern für einen anderen Preis zu haben, oft verändert sich dieser zusätzlich im Zeitverlauf. Seit Anfang des Jahres 2009 entstehen mehr und mehr Preisvergleichsdienste, die den Käufer über die großen Preisunterschiede informieren und einen kleinen Überblick über den derzeitigen Markt geben sollen.

## Kritik an DRM und der Musikindustrie

Eine Parodie auf die Kampagne „Home Taping Is Killing Music“ der Musikindustrie in den 1980ern

In Anbetracht der großen Verbreitung von Filesharing und der einfachen Vervielfältigung von Musik-Dateien auf einem Computer suchte die Unterhaltungsindustrie Wege, um Derartiges in Zukunft durch einen Kopierschutz zu verhindern. Der Schlüssel dazu ist die digitale Rechteverwaltung (DRM), bei der eine Software entscheidet, wie eine Datei verwendet werden darf. Für den Konsumenten hat es zunächst den Vorteil, dass er nicht als der zahlende Dumme da steht, während sich andere über P2P-Tauschbörsen illegal umfangreiche Sammlungen anlegen.
Nachteil vieler Dateiformate und Kopierschutzverfahren liegt in der restriktiven Handhabung der Nutzungsrechte. Beispielsweise ist nicht in allen Fällen sichergestellt, dass DRM-Lizenzen problemlos auf portable Player übertragen oder in alternative Formate umgewandelt werden können. In einigen Fällen ist die Nutzungslizenz auch an einen bestimmten Personal Computer gebunden und verfällt möglicherweise bei Neuinstallation des Betriebssystems oder Erweiterung der Hardware. Hinzu kommt die oft komplizierte Handhabung der DRM-Funktionen.
Der DRM-Kopierschutz kann auf einfache Weise umgangen werden (z. B. Apples FairPlay), und er kann daher als wirkungslos betrachtet werden.
Ausführliche Kritik siehe: Digitale Rechteverwaltung, Abschnitt Kritik

## Beispiele für Online-Musikdienste
Internetradio und Aggregatoren
- iHeartRadio (derzeit nur USA, Kanada, Australien und Neuseeland)
- Pandora (derzeit nur USA, Australien und Neuseeland)
- Phonostar
- Radioplayer
- Radio.de
- Sirius XM (derzeit nur USA und Kanada)
- TuneIn

Musik- und Videoplattformen
- Dailymotion
- Vimeo
- YouTube

Musik-Abo-Dienste
- Amazon Music (Unlimited oder in Prime enthalten) (2007)
- Apple Music (2015)
- Bandcamp (2008)
- Deezer (2007)
- Google Play Musik (2011)
- IDAGIO (ausschließlich klassische Musik) (2015)
- Juke (2011)
- Napster (2003)
- Qobuz (2007)
- SoundCloud (2007)
- Spotify (2008)
- Tidal (2015)
- Vibendo (2017)
- CLiGGO MUSIC (2015)
- YouTube Music (2018)
- Naxos Music Library (2004)